# Vavřinec z Brindisi
Vavřinec z Brindisi (Giulio Cesare Russo nebo Laurentius de Brundusio, 22. červenec 1559, Brindisi – 22. červenec 1619, Lisabon) byl římskokatolický kněz a člen řádu menších bratří kapucínů.
Beatifikován byl roku 1783 papežem Piem VI., kanonizován pak papežem Lvem XIII. v roce 1881. Papež sv. Jan XXIII. Vavřince prohlásil roku 1959 učitelem církve a udělil mu titul doctor apostolicus. Jeho památka se slaví 21. července.

## Život
Narodil se v Brindisi, které bylo součástí Neapolského království, do rodiny benátských obchodníků. Vzdělání získal na universitě svatého Marka v Benátkách a ve Veroně se přidal ke kapucínům jako bratr Lorenzo. Další vzdělání pak získal na padovské universitě. Jako skvělý lingvista Vavřinec plynule ovládal kromě biblických jazyků (hebrejštiny a řečtiny) také hlavní evropské jazyky a navíc i češtinu.
Vavřinec zastával mnoho církevních funkci. Postupně byl kardinálem, generálním definitorem, představeným kláštera, provinciálem Toskánské a Benátské provincie a další. Papež Klement VIII. ho pověřil úkolem obrátit na křesťanství židy v Římě. Počátkem roku 1599 Vavřinec zakládal kapucínské kláštery v dnešním Německu, Rakousku a Česku (v Praze). V době protireformace obhajoval katolickou víru a mnoho protestantů se pod jeho vlivem navrátilo zpátky ke katolicismu.
V roce 1601 se stal císařským kaplanem armády Rudolfa II. a podařilo se mu získat Filipa Emanuela de Mercoeur jako pomoc do boje proti Turkům. Poté, sám vyzbrojen jen křížem, vedl armádu během dobývání Stoličného Bělehradu (Székesfehérváru), patřícího Osmanské říši.
Roku 1602 byl zvolen generálním vikářem kapucínů, což v té době představovalo nejvyšší úřad v řádu. Roku 1605 byl zvolen znovu, ale úřadu se vzdal. Vstoupil do služeb Svatého stolce a stal se nunciem v Bavorsku. Roku 1618, po skončení služby nuncia ve Španělsku, se odebral do kláštera. V roce 1619 byl však znovu povolán jako zvláštní vyslanec ke španělskému králi kvůli akcím v neapolském místokrálovství. Po skončení této mise Vavřinec umírá v Lisabonu, přesně v den svých 60. narozenin.